# La Guardia de Jaén
La Guardia de Jaén település Spanyolországban, Jaén tartományban. La Guardia de Jaén Jaén, Mancha Real és Pegalajar községekkel határos. Lakosainak száma 5218 fő (2024).

## Népesség
A település népessége az elmúlt években az alábbi módon változott:
| Lakosok száma | 2029 | 2216 | 3678 | 4061 | 4551 | 4747 | 4931 | 5011 | 5151 | 5218 |
|               | 2001 | 2004 | 2007 | 2009 | 2012 | 2014 | 2017 | 2019 | 2022 | 2024 |